# I Bet You Look Good On The Dancefloor
«I Bet You Look Good On The Dancefloor» (de l'anglès: «Aposto a que et veus bé a la pista de ball») és una cançó i el primer senzill del grup anglès d'indie rock Arctic Monkeys.
Es va llençar com a tal el 14 d'octubre de l'any 2005 al Regne Unit, i el dia 17 del mateix mes als Estats Units; debutant a la posició número 1 de la British Singles Chart. Amb tot, als Estats Units només va arribar a la posició 18. La cara B del senzill compta amb les cançons «Bigger Boys And Stolen Sweethearts» i «Chun Li's Spinning Bird Kick».
També va ser inclosa a l'àlbum debut de la banda, Whatever People Say I Am, That's What I Am Not, publicat el 23 de gener del 2006. És una cançó escrita pel cantant i guitarrista principal del grup, Alex Turner; i té una duració de 2 minuts i 55 segons, aproximadament.
Arctic Monkeys van tocar «I Bet You Look Good On The Dancefloor» a la cerimònia d'opertura dels Jocs Olímpics d'estiu de 2012, a Londres.

## Videoclip
Al videoclip es veu als Arctic Monkeys tocant el tema en un estudi amb una mica de públic. Es va filmar amb unes càmeres televisives de la dècada de 1980 per donarli un efecte antic i retro. És similar al videoclip del tema «Last Nite» de The Strokes.

## Premis i reconeixements
«I Bet You Look Good On The Dancefloor» va guanyar, als 2006 NME Awards, el premi a la millor cançó. També, la mateixa revista NME la va posicionar al número 7 de la seva llista de les millors cançons de tota la història, i al número 11 de la llista "Els 150 millors temes dels últims 15 anys".
Una de les cançons de la cara B, «Chun Li's Spinning Bird Kick», va rebre una nominació a la Millor Cançó de Rock Instrumental als Premis Grammy del 2007.

## Personal
- Alex Turner: Veu principal, cors, guitarra principal.
- Jamie Cook: Guitarra rítmica, cors.
- Andy Nicholson: Baix elèctric.
- Matt Helders: Bateria, cors.